# Ionel Floașiu Művelődési Ház
Az aranyosgyéresi Ionel Floașiu Művelődési Ház műemlék épület Romániában, Kolozs megyében. A romániai műemlékek jegyzékében a CJ-II-m-A-07556.01 sorszámon szerepel.